# Grande Prêmio da Espanha de 2018 (MotoGP)
O Grande Prêmio da MotoGP da Espanha de 2018 ocorreu em 06 de maio.

## Resultados

### Classificação MotoGP
| Pos | Piloto            | Equipe                      | Moto    | Tempo     | Pontos |
| --- | ----------------- | --------------------------- | ------- | --------- | ------ |
| 1   | Marc Marquez      | Repsol Honda Team           | Honda   | 41'39.678 | 25     |
| 2   | Johann Zarco      | Monster Yamaha Tech 3       | Yamaha  | +5.241    | 20     |
| 3   | Andrea Iannone    | Team SUZUKI ECSTAR          | Suzuki  | +8.214    | 16     |
| 4   | Danilo Petrucci   | Alma Pramac Racing          | Ducati  | +8.617    | 13     |
| 5   | Valentino Rossi   | Movistar Yamaha MotoGP      | Yamaha  | +8.743    | 11     |
| 6   | Jack Miller       | Alma Pramac Racing          | Ducati  | +9.768    | 10     |
| 7   | Maverick Viñales  | Movistar Yamaha MotoGP      | Yamaha  | +13.543   | 9      |
| 8   | Alvaro Bautista   | Angel Nieto Team            | Ducati  | +14.076   | 8      |
| 9   | Franco Morbidelli | EG 0,0 Marc VDS             | Honda   | +16.822   | 7      |
| 10  | Mika Kallio       | Red Bull KTM Factory Racing | KTM     | +19.405   | 6      |
| 11  | Pol Espargaro     | Red Bull KTM Factory Racing | KTM     | +21.149   | 5      |
| 12  | Takaaki Nakagami  | LCR Honda IDEMITSU          | Honda   | +21.174   | 4      |
| 13  | Bradley Smith     | Red Bull KTM Factory Racing | KTM     | +21.765   | 3      |
| 14  | Tito Rabat        | Reale Avintia Racing        | Ducati  | +22.103   | 2      |
| 15  | Scott Redding     | Aprilia Racing Team Gresini | Aprilia | +36.755   | 1      |
| 16  | Hafizh Syahrin    | Monster Yamaha Tech 3       | Yamaha  | +41.861   | 0      |
| 17  | Xavier Simeon     | Reale Avintia Racing        | Ducati  | +49.241   | 0      |
| 18  | Karel Abraham     | Angel Nieto Team            | Ducati  | 1 volta   | 0      |

### Classificação Moto2
| Pos | Piloto              | Equipe                       | Moto     | Tempo     | Pontos |
| --- | ------------------- | ---------------------------- | -------- | --------- | ------ |
| 1   | Lorenzo Baldassarri | Pons HP40                    | Kalex    | 39'33.889 | 25     |
| 2   | Miguel Oliveira     | Red Bull KTM Ajo             | KTM      | +2.851    | 20     |
| 3   | Francesco Bagnaia   | SKY Racing Team VR46         | Kalex    | +6.250    | 16     |
| 4   | Xavi Vierge         | Dynavolt Intact GP           | Kalex    | +6.953    | 13     |
| 5   | Mattia Pasini       | Italtrans Racing Team        | Kalex    | +10.138   | 11     |
| 6   | Brad Binder         | Red Bull KTM Ajo             | KTM      | +11.731   | 10     |
| 7   | Marcel Schrotter    | Dynavolt Intact GP           | Kalex    | +18.138   | 9      |
| 8   | Sam Lowes           | Swiss Innovative Investors   | KTM      | +18.677   | 8      |
| 9   | Iker Lecuona        | Swiss Innovative Investors   | KTM      | +20.743   | 7      |
| 10  | Fabio Quartararo    | Beta Tools - Speed Up Racing | Speed Up | +20.787   | 6      |
| 11  | Joan Mir            | EG 0,0 Marc VDS              | Kalex    | +23.202   | 5      |
| 12  | Simone Corsi        | Tasca Racing Scuderia Moto2  | Kalex    | +23.419   | 4      |
| 13  | Tetsuta Nagashima   | IDEMITSU Honda Team Asia     | Kalex    | +26.132   | 3      |
| 14  | Hector Barbera      | Pons HP40                    | Kalex    | +26.951   | 2      |
| 15  | Andrea Locatelli    | Italtrans Racing Team        | Kalex    | +27.121   | 1      |
| 16  | Bo Bendsneyder      | Tech 3 Racing                | Tech 3   | +27.377   | 0      |
| 17  | Jorge Navarro       | Federal Oil Gresini Moto2    | Kalex    | +33.193   | 0      |
| 18  | Khairul Idham Pawi  | IDEMITSU Honda Team Asia     | Kalex    | +33.834   | 0      |
| 19  | Isaac Viñales       | SAG Team                     | Kalex    | +44.651   | 0      |
| 20  | Lukas Tulovic       | Kiefer Racing                | KTM      | +49.048   | 0      |
| 21  | Federico Fuligni    | Tasca Racing Scuderia Moto2  | Kalex    | +50.333   | 0      |
| 22  | Xavi Cardelus       | Team Stylobike               | Kalex    | +53.016   | 0      |
| 23  | Hector Garzo        | Tech 3 Racing                | Tech 3   | +59.489   | 0      |
| 24  | Jules Danilo        | Nashi Argan SAG Team         | Kalex    | 1 volta   | 0      |

### Classificação Moto3
| Pos | Piloto                 | Equipe                    | Moto  | Tempo     | Pontos |
| --- | ---------------------- | ------------------------- | ----- | --------- | ------ |
| 1   | Philipp Oettl          | Sudmetal Schedl GP Racing | KTM   | 39'39.799 | 25     |
| 2   | Marco Bezzecchi        | Redox PruestelGP          | KTM   | +0.059    | 20     |
| 3   | Marcos Ramirez         | Bester Capital Dubai      | KTM   | +3.733    | 16     |
| 4   | Alonso Lopez           | Estrella Galicia 0,0      | Honda | +3.515    | 13     |
| 5   | Jaume Masia            | Bester Capital Dubai      | KTM   | +3.958    | 11     |
| 6   | Tatsuki Suzuki         | SIC58 Squadra Corse       | Honda | +4.000    | 10     |
| 7   | Fabio Di Giannantonio  | Del Conca Gresini Moto3   | Honda | +4.033    | 9      |
| 8   | Jakub Kornfeil         | Redox PruestelGP          | KTM   | +4.161    | 8      |
| 9   | Kaito Toba             | Honda Team Asia           | Honda | +4.171    | 7      |
| 10  | Gabriel Rodrigo        | RBA BOE Skull Rider       | KTM   | +4.216    | 6      |
| 11  | Niccolò Antonelli      | SIC58 Squadra Corse       | Honda | +4.176    | 5      |
| 12  | Ayumu Sasaki           | Petronas Sprinta Racing   | Honda | +4.264    | 4      |
| 13  | Andrea Migno           | Angel Nieto Team Moto3    | KTM   | +8.166    | 3      |
| 14  | Makar Yurchenko        | CIP - Green Power         | KTM   | +8.382    | 2      |
| 15  | Ai Ogura               | Asia Talent Team          | Honda | +27.297   | 1      |
| 16  | Adam Norrodin          | Petronas Sprinta Racing   | Honda | +27.346   | 0      |
| 17  | Nicolo Bulega          | SKY Racing Team VR46      | KTM   | +27.574   | 0      |
| 18  | Livio Loi              | Reale Avintia Academy     | KTM   | +27.599   | 0      |
| 19  | Nakarin Atiratphuvapat | Honda Team Asia           | Honda | +27.795   | 0      |
| 20  | Kazuki Masaki          | RBA BOE Skull Rider       | KTM   | +37.042   | 0      |